# Aenigmatistes ocelliprivus
Aenigmatistes ocelliprivus är en tvåvingeart som beskrevs av Schmitz 1941. Aenigmatistes ocelliprivus ingår i släktet Aenigmatistes och familjen puckelflugor. Inga underarter finns listade i Catalogue of Life.